# مایکل تروینو
مایکل آنتونی تروینو (به انگلیسی: Michael Anthony Trevino) (زاده ۲۵ ژانویه ۱۹۸۵) بازیگر آمریکایی است. عمده شهرتش بخاطر بازی در نقش اوزی کاردوزا در سریال بورلی هیلز ۹۰۲۱۰ و تایلر لاکوود در سریال خاطرات خون‌آشام است.

## فیلم شناسی
- سرزمین گرم (۲۰۰۵)
- بدون آزمایش (۲۰۰۶)
- بورلی هیلز ۹۰۲۱۰ (۲۰۰۸)
- سی‌اس‌آی (۲۰۰۹)
- یابنده عشق در خانه (۲۰۰۹)
- خاطرات خون‌آشام (۲۰۰۹)
- اصیل‌ها (2013)
- روزول ، نیومکزیکو (2019)